# Gisela di Nivelles
Gisela di Nivelles, chiamata anche Gisla o Gisella, (860/865 – tra 21 giugno e 26 ottobre 907) fu una figlia del re carolingio Lotario II di Lotaringia e della sua concubina (secondo un concetto storiografico oggi superato, sua Friedelfrau) e poi moglie Waldrada.

## Biografia
Gisela era la sorella di Ugo, a cui Lotario II conferì il ducato d'Alsazia nell'867. Durante le incursioni vichinghe in Renania, nell'882 si svolsero dei negoziati di pace tra il capo vichingo Gottfried e Carlo III. A seguito delle trattative, a scopo pacificatorio, il vichingo fu battezzato ed ebbe come moglie cristiana la principessa franca Gisela.
Gottfried presto spergiurò e invase nuovamente la Renania in estate. Carlo III allora ordinò al suo duca e conte Enrico di Franconia di combatterlo.
Nell'884 Enrico di Franconia strappò la città di Duisburg a Gottfried, che era stata conquistata dai vichinghi nell'883, e lo cacciò dal Basso Reno. Quando Gottfried tornò in Renania con un esercito nell'885, fu attirato in un'imboscata dal conte Babenberg e ucciso insieme ad altri capi vichinghi. Sua moglie Gisela era stata precedentemente portata in un monastero sicuro nel maggio 885 per proteggere la figlia del re dalla vendetta dei vichinghi.
Gisela divenne in seguito badessa dell'abbazia di Nivelles e Fosses.

## Ascendenza
|                          |   |                       | Genitori                |  |  | Nonni |  |  | Bisnonni        |  |  | Trisnonni   |  |
|                          |   |                       |                         |  |  |       |  |  | Ludovico il Pio |  |  | Carlo Magno |  |
|                          |   |                       |                         |  |  |       |  |  | Ludovico il Pio |  |  | Carlo Magno |  |
|                          |   | Ildegarda             |                         |  |  |       |  |  | Ludovico il Pio |  |  |             |  |
| Lotario I                |   |                       |                         |  |  |       |  |  | Ludovico il Pio |  |  |             |  |
|                          |   | Ermengarda di Hesbaye | Ingramm di Hesbaye      |  |  |       |  |  |                 |  |  |             |  |
|                          |   | Ermengarda di Hesbaye | Ingramm di Hesbaye      |  |  |       |  |  |                 |  |  |             |  |
|                          |   | Ermengarda di Hesbaye | Rotrude                 |  |  |       |  |  |                 |  |  |             |  |
| Lotario II di Lotaringia |   | Ermengarda di Hesbaye |                         |  |  |       |  |  |                 |  |  |             |  |
|                          |   | Ugo di Tours          | Liutfrido II di Sundgau |  |  |       |  |  |                 |  |  |             |  |
|                          |   | Ugo di Tours          | Liutfrido II di Sundgau |  |  |       |  |  |                 |  |  |             |  |
|                          |   | Ugo di Tours          | Iltrude di Wormsgau     |  |  |       |  |  |                 |  |  |             |  |
| Ermengarda di Tours      |   | Ugo di Tours          |                         |  |  |       |  |  |                 |  |  |             |  |
|                          |   | Ava/Bava              | …                       |  |  |       |  |  |                 |  |  |             |  |
|                          |   | Ava/Bava              | …                       |  |  |       |  |  |                 |  |  |             |  |
|                          |   | Ava/Bava              | …                       |  |  |       |  |  |                 |  |  |             |  |
| Gisela di Nivelles       |   | Ava/Bava              |                         |  |  |       |  |  |                 |  |  |             |  |
|                          | … | …                     |                         |  |  |       |  |  |                 |  |  |             |  |
|                          | … | …                     |                         |  |  |       |  |  |                 |  |  |             |  |
|                          | … | …                     |                         |  |  |       |  |  |                 |  |  |             |  |
| …                        | … |                       |                         |  |  |       |  |  |                 |  |  |             |  |
|                          |   | …                     | …                       |  |  |       |  |  |                 |  |  |             |  |
|                          |   | …                     | …                       |  |  |       |  |  |                 |  |  |             |  |
|                          |   | …                     | …                       |  |  |       |  |  |                 |  |  |             |  |
| Waldrada di Wormsgau     |   | …                     |                         |  |  |       |  |  |                 |  |  |             |  |
|                          |   | …                     | …                       |  |  |       |  |  |                 |  |  |             |  |
|                          |   | …                     | …                       |  |  |       |  |  |                 |  |  |             |  |
|                          |   | …                     | …                       |  |  |       |  |  |                 |  |  |             |  |
| …                        |   | …                     |                         |  |  |       |  |  |                 |  |  |             |  |
|                          |   | …                     | …                       |  |  |       |  |  |                 |  |  |             |  |
|                          |   | …                     | …                       |  |  |       |  |  |                 |  |  |             |  |
|                          |   | …                     | …                       |  |  |       |  |  |                 |  |  |             |  |
|                          |   | …                     |                         |  |  |       |  |  |                 |  |  |             |  |